# Świątynia Luksorska

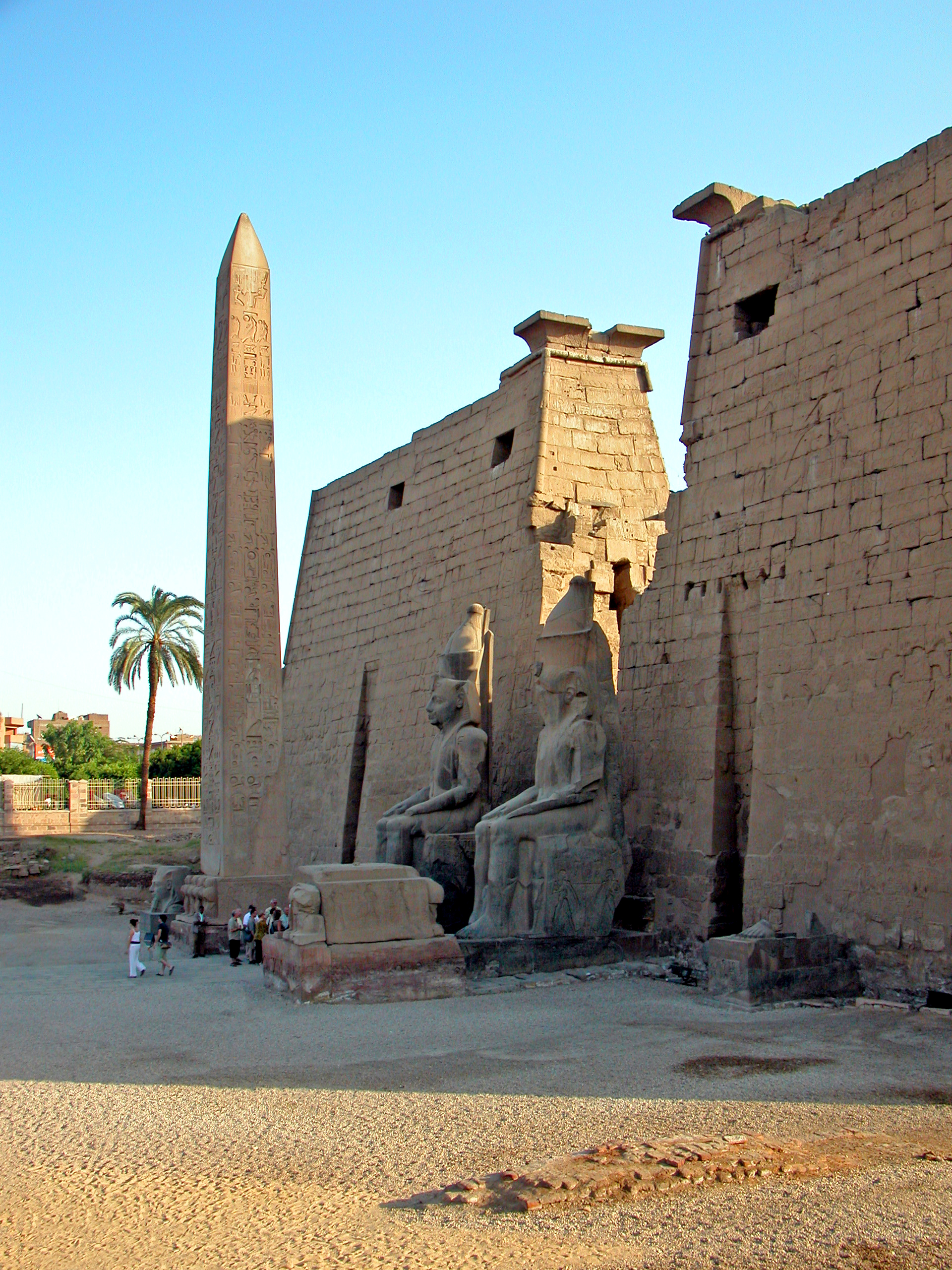
Świątynia Luksorska

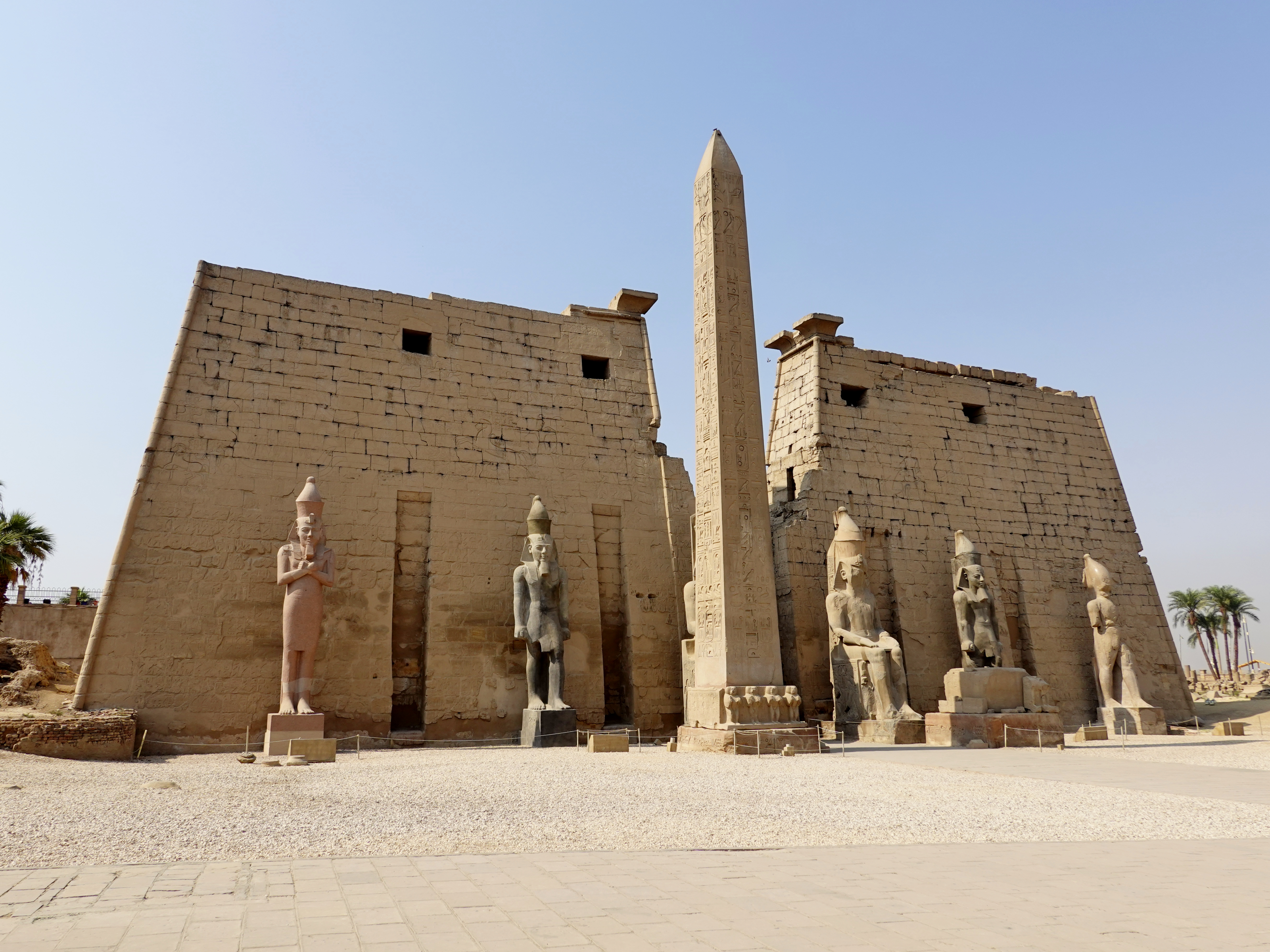
Świątynia Luksorska

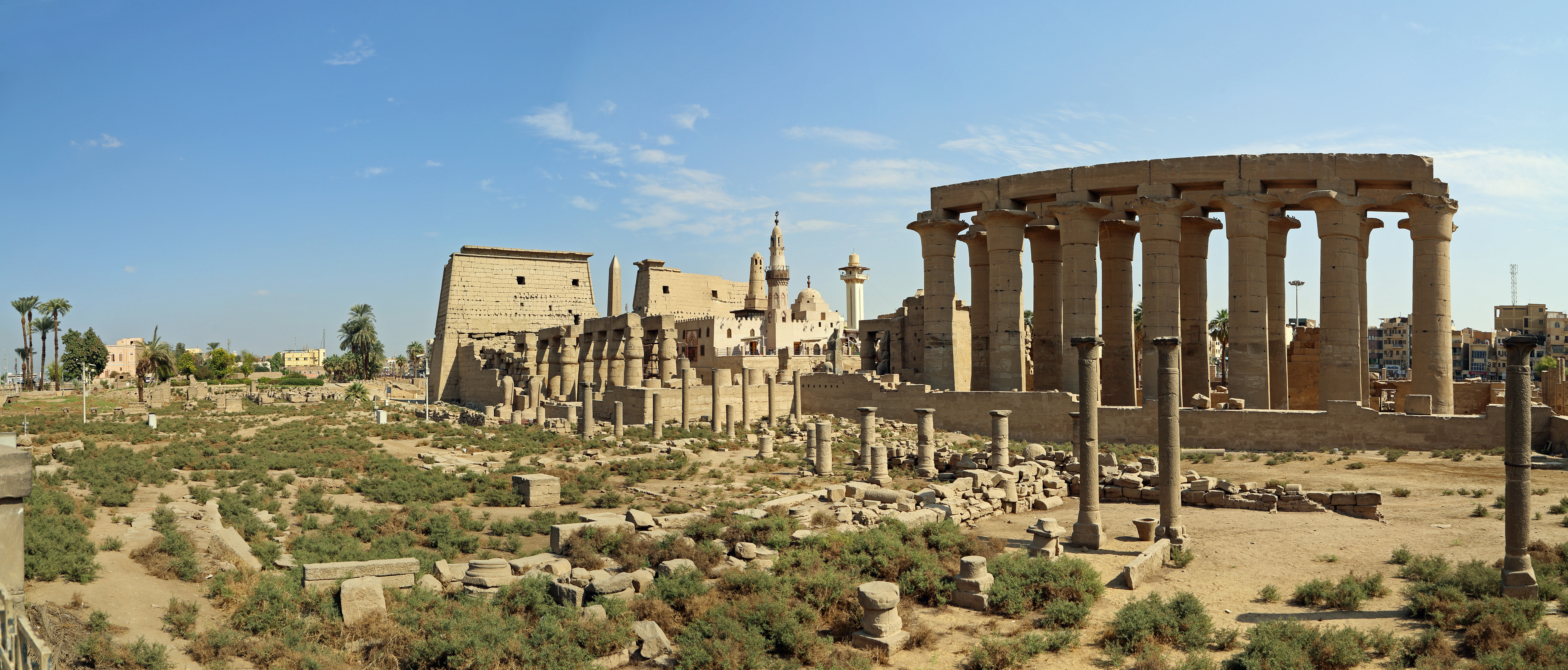
Świątynia Luksorska, widok z Corniche

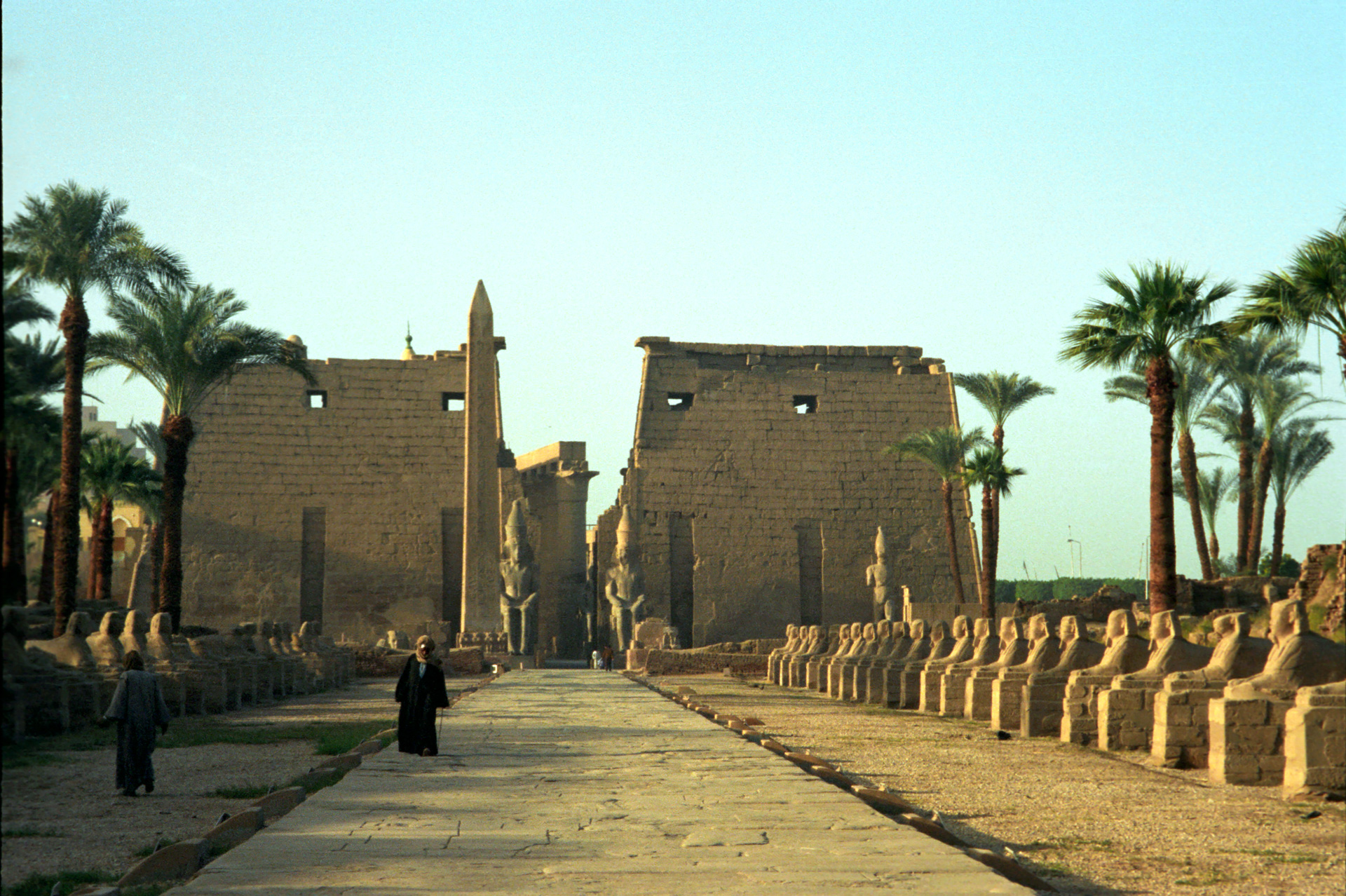
Aleja Sfinksów

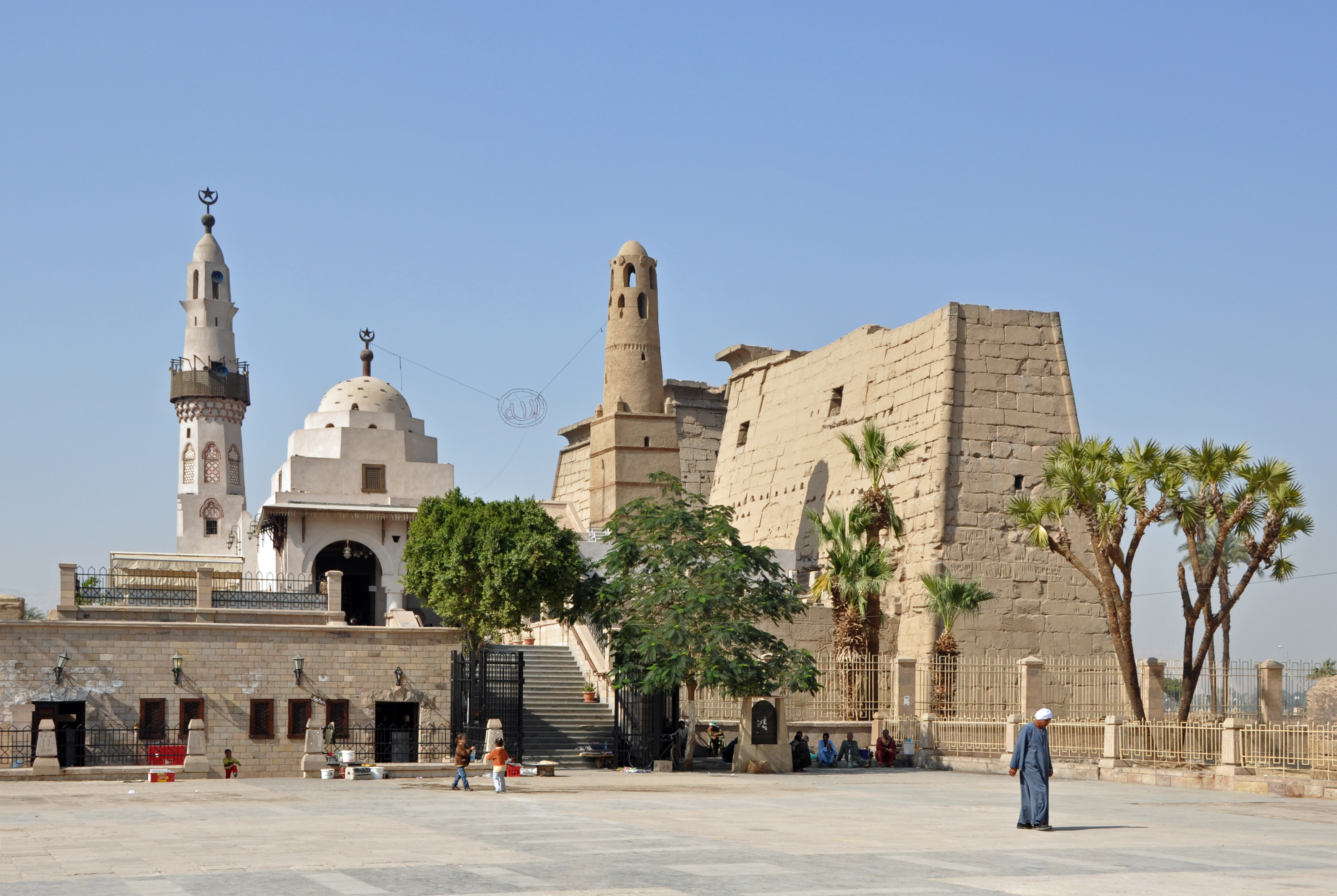
Meczet Abu al-Haggag

Świątynia Luksorska (egip. .Ipet-resejet – Harem Południowy – miejsce liczby, wyliczania, poznania (wszystkiego tego co jest)) – znana także jako Świątynia Narodzin Amona. Jedna z budowli starożytnego Egiptu, znajdująca się w Luksorze, w południowym Egipcie. Jest jednym z dwóch (po świątyni w Karnaku) najważniejszych zabytków wschodniego brzegu Teb.
Budowę świątyni rozpoczął Amenhotep III, jego następcy kontynuowali, rozbudowując świątynię. Ostateczny kształt otrzymała za czasów Ramzesa II.
Świątynie Amona w Luksorze i Karnaku połączone są ze sobą Aleją Sfinksów o długości ok. 3 km. Aleja prowadziła wzdłuż Nilu do wielkich, szerokich na 65 m pylonów ustawionych przez Ramzesa II.
Przed pylonami stanęły dwa 25 m wysokości obeliski (jeden z nich został wywieziony w  1833 r. do Paryża i ustawiony w  1836 r., na Place de la Concorde) oraz sześć posągów Ramzesa, królowej Nefertari i ich córki Maritamon w pozycji siedzącej. Do naszych czasów przetrwały tylko dwa z nich (trzeci jest odrestaurowany). Pylony zdobione są reliefami o tematyce batalistycznej, sławiącej zwycięstwo Ramzesa nad Hetytami w bitwie pod Kadesz.

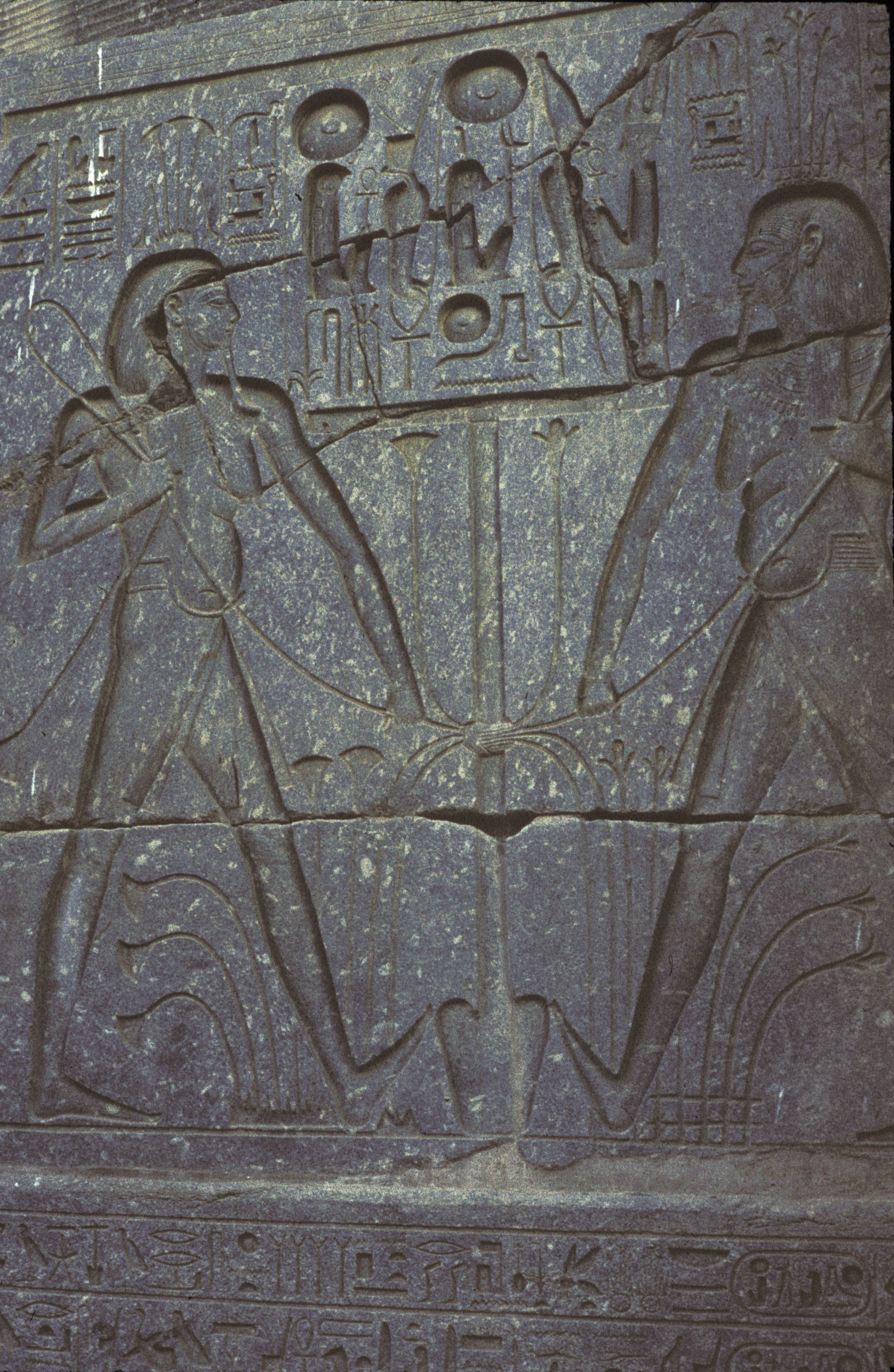
Symbol Sema-taui oznacza zjednoczenie Dolnego Egiptu (papirus) i Górnego Egiptu (kwiat lotosu).

Za pylonami znajduje się dziedziniec Ramzesa II otoczony podwójną kolumnadą. Bezpośrednio za pylonami, po prawej stronie znajduje się kaplica Hatszepsut, po lewej, na ruinach świątyni, zbudowano meczet Abu al-Haggag.
Dziedziniec Ramzesa z dziedzińcem Amenhotepa III łączy kolumnada Amenhotepa (trójnawowa długa sala). U wejścia do kolumnady Amenhotepa postawiono dwa, ogromnych rozmiarów posągi Ramzesa III (Ramzes nakazał ustawienie 10 swoich podobizn w tej świątyni). Kolumny mają głowice w kształcie rozwiniętych kwiatów papirusu.
Dziedziniec Amenhotepa poprzedza salę hypostylową, za którą znajduje się najstarsza część świątyni, sanktuarium poświęcone triadzie bóstw tebańskich: Amonowi, Chonsu i Mut.
Podczas prac wykopaliskowych prowadzonych w  1989 r., na dziedzińcu odnaleziono 20 posągów królewskich ukrytych pod posadzką jeszcze w starożytności. Najstarsze z nich pochodzą z czasów Amenhotepa.
W czasach rzymskich na terenie świątyni mieścił się obóz wojskowy. Chrześcijanie używali świątyni jako kościoła.